# Vida Loca
Vida Loca is een nummer van de Amerikaanse band The Black Eyed Peas, zanger Nicky Jam en rapper Tyga uit 2020. Het is de vierde single van Translation, het achtste studioalbum van The Black Eyed Peas.
"Vida Loca" flopte in Amerika, maar werd in Franstalig Europa en een paar Latijns-Amerikaanse landen wel een hit. Hoewel het nummer in Nederland wel gemaakt werd in Maak 't of kraak 't op Radio 538, deed de plaat ook niet veel in het Nederlandse taalgebied. Het bereikte in Nederland de 4e positie in de Tipparade, en ook in Vlaanderen kwam het slechts tot de Tipparade.